# Нунис, Агналду
Агна́лду Ну́нис Магалья́йнс (порт.-браз. Agnaldo Nunes Magalhães; род. 7 марта 1976, Пирасикаба) — бразильский боксёр, представитель лёгкой и полулёгкой весовых категорий. Выступал за сборную Бразилии по боксу во второй половине 1990-х годов, трёхкратный чемпион бразильского национального первенства, бронзовый призёр панамериканского чемпионата, участник двух летних Олимпийских игр. В период 2002—2018 годов боксировал также на профессиональном уровне.

## Биография
Агналду Нунис родился 7 марта 1976 года в городе Пирасикаба штата Сан-Паулу, Бразилия.

### Любительская карьера
Первого серьёзно успеха на взрослом международном уровне добился в 1994 году, когда вошёл в основной состав бразильской национальной сборной и побывал на панамериканском чемпионате в Буэнос-Айресе, откуда привёз награду бронзового достоинства, выигранную в лёгкой весовой категории — на стадии полуфиналов был остановлен кубинцем Пабло Рохасом.
В 1995 году стал чемпионом Бразилии в лёгком весе и выступил на Панамериканских играх в Мар-дель-Плата, где сумел дойти только до четвертьфинала.
Завоевал серебряную медаль на чемпионате Южной Америки 1996 года и благодаря череде удачных выступлений удостоился права защищать честь страны на летних Олимпийских играх в Атланте — в категории до 60 кг благополучно прошёл первого соперника по турнирной сетке папуанца Генри Кунгси, но в 1/8 финала со счётом 1:11 уступил алжирцу Хосину Солтани, который в итоге и стал победителем этого олимпийского турнира.
После атлантской Олимпиады Нунис остался в главной боксёрской команде Бразилии и продолжил принимать участие в крупнейших международных турнирах. Так, в 1997 году он выступил на панамериканском чемпионате в Медельине, в 1998 году вновь стал чемпионом бразильского национального первенства, но уже в полулёгкой весовой категории. На Кубке Мономаха 1999 года во Владимире в четвертьфинале боксировал с россиянином Шафидином Аллахвердиевым, проиграв ему со счётом 2:3.
На американской олимпийской квалификации Нунис победил всех своих соперников и затем отправился боксировать на Олимпийских играх 2000 года в Сиднее. На сей раз уже в первом поединке лёгкого веса потерпел поражение от австралийца Майкла Катсидиса.

### Профессиональная карьера
Вскоре после сиднейской Олимпиады Агналду Нунис покинул расположение бразильской сборной и в июне 2002 года успешно дебютировал на профессиональном уровне. В течение пяти лет одержал 19 побед, потерпев при этом только одно поражение, тогда как в одном случае была зафиксирована ничья (хотя уровень его оппозиции был не очень высоким). Завоевал в это время несколько второстепенных титулов, как то титул временного чемпиона по версии Универсальной боксёрской ассоциации, титулы чемпиона Североамериканской боксёрской федерации и Североамериканской боксёрской ассоциации.
Более десяти лет не выходил на ринг, но в 2018 году вернулся в профессиональный спорт и одержал ещё одну победу над малоизвестным боксёром.